# Похороны мух

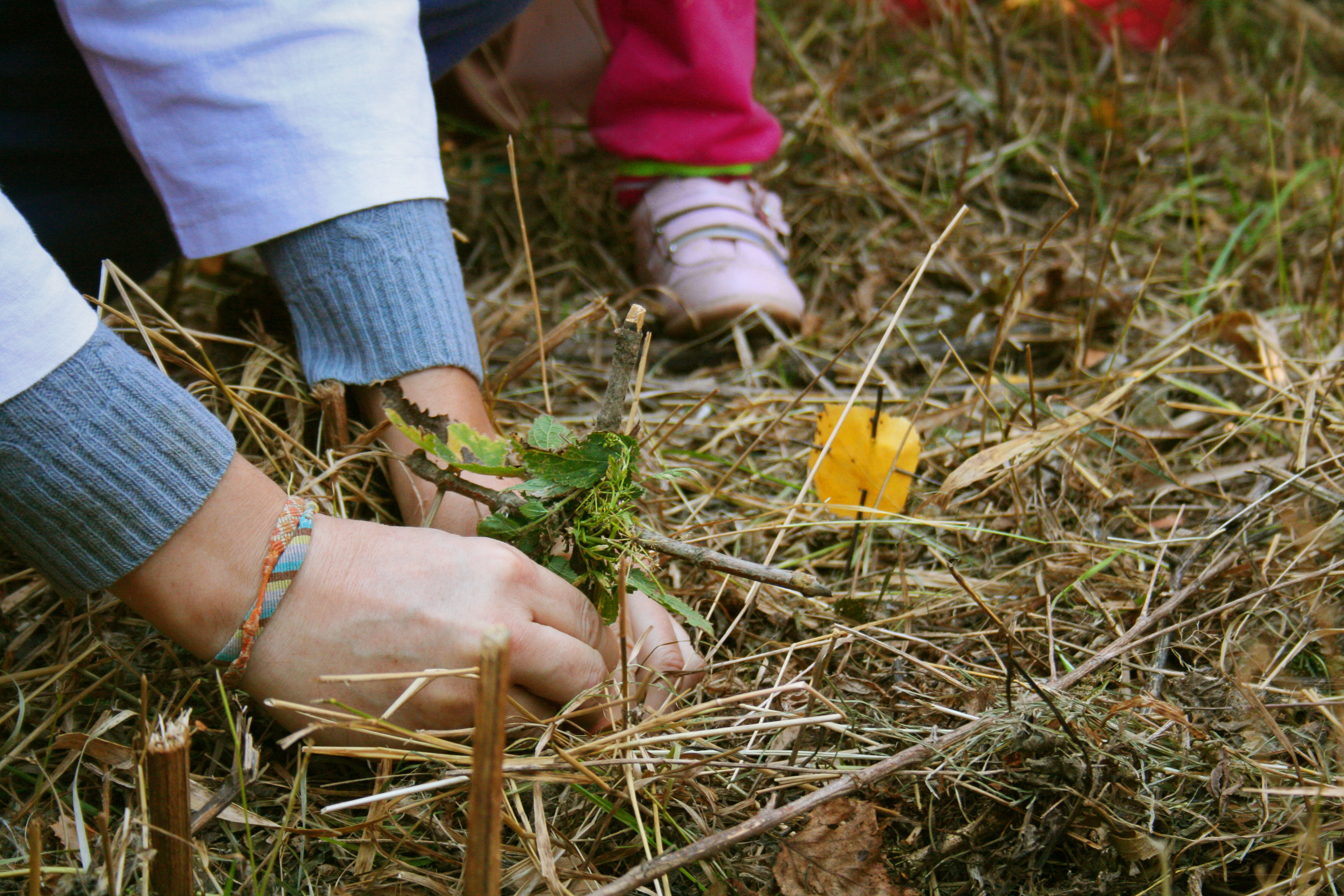
«Могила мухи»

Похороны мух (тараканов, блох, клопов, вшей, комаров) — восточнославянский обряд проводного типа, совершаемый в период от дня Семёна Летопроводца (1/14.IX) до Покрова (1/14.X). Часто обряд похорон мух, комаров или тараканов принимал шуточный характер или пародировал поведение кого-либо из жителей села. Похороны мух воспроизводили и вышучивали настоящие похороны: мнимого покойника отпевали и поминали, используя обороты похоронного причта, панихиды и псалмов. Обычай хоронить осенью мух и тараканов был известен во всех регионах России. Он мотивирован представлениями о связи насекомых с душами умерших родственников и персонажами низшей демонологии.

## Описание обряда
В день Семёна Летопроводца во Владимирской губернии зарывали в землю живую блоху (Вязниковский уезд), в Тверской области хоронят тараканов, закапывая коробочку с ними в огороде (Андреапольский район, Ворошилово), в Калужской губернии между обедней и утреней хоронят в землю завернутых в тряпку тараканов, мух, блох, клопов и вшей (Мосальский уезд), разыгрывают похороны блохи с мухой, посаженных в огурец (Калужский уезд, Ахлебино), в Орловской губернии отволакивают в лапте на кладбище завернутых в тряпку таракана, муху или других домашних насекомых (Орловская губерния, Болховский уезд). Для тараканов иногда изготовляют «гробики» из корнеплодов (репы, свеклы, брюквы и т. п.). В Смоленской губернии их хоронят в ящичках (Поречский уезд), в Калужской губернии — в ореховой скорлупе, в Смоленской, Курской, Орловской и Тульской губерниях — в старом лапте. В Черниговской области кладут мёртвого таракана в спичечный коробок и, привязав ниточку, отвозят на кладбище, там закапывают и ставят крестик (Городнянский район, Хоробичи). Закапывая насекомых в землю, по ним иногда причитают, например:
Попрыгунья блошка,

Подогни ножки,

Перестань скакать,

Пора ложиться помирать

(Калужская губ.)
В Калужском уезде в день Семёна Летопроводца пойманных муху и блоху связывали вместе и сажали в «гроб» — огурец, в котором сделана ямка. Кого-нибудь из девушек кладут на носилки, дают в руки этот огурец и накрывают её пеленой. Одна из деревенских баб изображала попа в «ризе» (рогожке), кричит «алилуйя» и кадит горшком со смолой. Другие плачут, стучат в косы, изображая колокольный звон. «Мертвецов» провожают на кладбище всей деревней. Там бросают огурец с мухой и блохой и с пением возвращаются домой (Ахлебино). В Кадниковском уезде Вологодской губернии на Воздвижение (14/27.IX) несколько живых мух клали внутрь репы и закапывали в землю неподалеку от дома. При вынесении репы с мухами одновременно в отворенную дверь выгоняли полотенцем мух из избы (Двиницкая волость). Похороны насекомых иногда сопровождались их оплакиванием, например:
Дитятко мое мушка

Подогни ножки,

Мушка ты жужилка,

Перестань жужжать,

Пара тебе умирать.

Ты с белым светом разставалася,

Нашего тела накусалася

(Калужская губ.)
В Туле и Серпухове девушки хоронили мух и тараканов. Серпуховские девушки хоронили мух в морковных и свекловичных гробах. В это время выходили женихи смотреть невест. Тульские девушки хоронили мух в садах в репных гробах, а тараканов в щепках. Это поверье основано на том, что будто от такого погребения погибают мухи и тараканы. «Матушки, приглашая красных девушек, родных и соседних, позабавиться со своими детками, приказывали чрез своих зватых объявить гостям: у нас, де, пироги напечены и мёд наварен». В старину богатые посадские люди ставили у ворот ушаты с брагой и пивом. Хороводники подходили к воротам, где хозяева угощали их.
В Семилукском районе Воронежской области дети закапывая мух, блох и причитали: «Ни будуть лягать, ни будуть на нас глядеть, ни будуть на зимле сидеть, ни будуть нас тревожить».
С распространённым у славян представлением о душе в облике летающего насекомого тесно связан сказочный мотив о том, как комар и муха относят душу умершего на тот свет: комар-пискун и муха-говоруха прилетели к работнику, погибшему во время валки деревьев, и забрали его на небо. Существует поверье, что комары перед осенью уносятся ветрами на тёплые моря и весною опять приносятся на Русь.
Ритуал-диалог, направленный на изгнание насекомых из дома, был известен в южновеликорусском ареале, в Рязанской, Калужской, Курской, Орловской и Брянской областях. В начале XX века в Брянском уезде на заговенье какого-либо поста «сговариваются два человека, один остается в избе, а другой крестьянин выходит на улицу под окно и спрашивает: Хозяин заговел? — Заговел, — говорит другой. — Чем заговел? — Клопами». В Зарайском уезде Рязанской губернии в заговенье рождественского, так называемого «филипповского», поста (14 ноября ст. ст., Филиппов день) после ужина, после вкушения небольших кусочков чёрного хлеба с солью, две бабы распускают волосы и приводят в беспорядок своё платье. Затем одна садится верхом на помело и становится у стола, а другая верхом на кочерге выезжает на двор, обегает кругом избу и стучится под окном. Оставшаяся в избе идет встречать её у двери, а входящая спрашивает: Вы заговелись? — Заговелись, — следует ответ. — Чем заговелись? — Хлебом-солью. — А клопы чем заговелись? — Клоп клопа съел, — отвечает стоящая в избе у порога. Вся процедура повторяется ещё два раза.
В наше время обряд во многом забыт. В 2014 реконструкцию обряда провели в родовом поселения «Кореньские родники».